# فرنسيسكو أسبرتسا هرنانديز
فرنسيسكو أسبرتسا هرنانديز (بالإسبانية: Francisco Esparza Hernández)‏ هو سياسي مكسيكي، ولد في 2 أبريل 1941 في المكسيك. حزبياً، نشط في حزب العمل الوطني. وقد انتخب عضو مجلس النواب المكسيك.